# フランシス・アレキサンダー
フランシス・アレキサンダー（Francis Alexander、1800年2月3日 - 1880年3月27日） は、アメリカ合衆国の画家、版画家である。主に肖像画を描いた。

## 略歴
コネチカット州、ウィンダム郡のキリングリー(Killingly)に生まれた。父親の農場で育ち、1820年から、ニューヨークのアレクサンダー・ロバートソンが運営する美術学校で学んだ。1823年にボストンに移り、肖像画家として働いた。1831年から1832年の間はヨーロッパを旅し、ローマではアメリカ人風景画家のトマス・コール(1801-1841)と過ごし、フィレンツェで、マサチューセッツ州出身の裕福な女性と知り合い、1836年にボストンで結婚した。翌年、後にイラストレータとして知られることになる娘のフランチェスカ・アレクサンダー(Francesca Alexander: 1837–1917)が生まれた。
1840年にニューヨークのナショナル・アカデミー・オブ・デザインの名誉会員に選ばれた。1842年のアメリカ旅行の途中にボストンを訪れた有名な作家、チャールズ・ディケンズの肖像画を描いたことでも知られている。この作品は現在、ボストン美術館に収蔵されている。
1853年に家族とフィレンツェに住むようになり、1868年に一度アメリカに帰国した他はフィレンツェで過ごした。晩年は美術品の収集や画商として働いた。
1880年にフィレンツェで没した。

## 作品

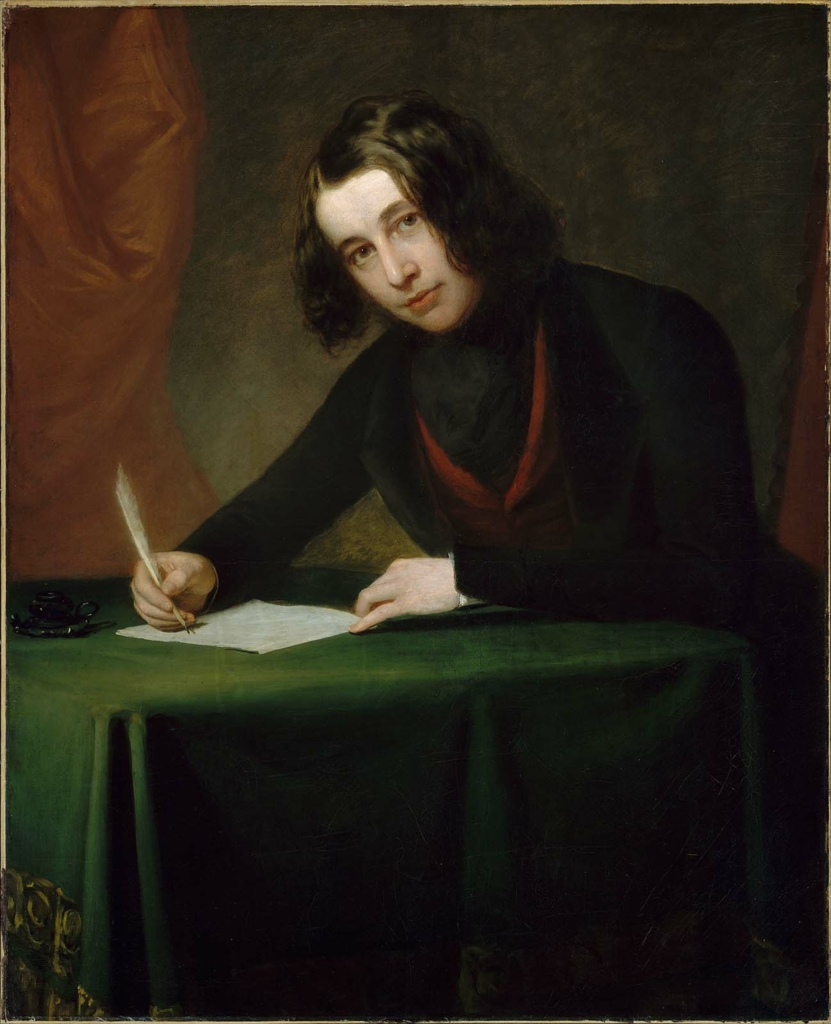
チャールズ・ディケンズの肖像 (1842) ボストン美術館
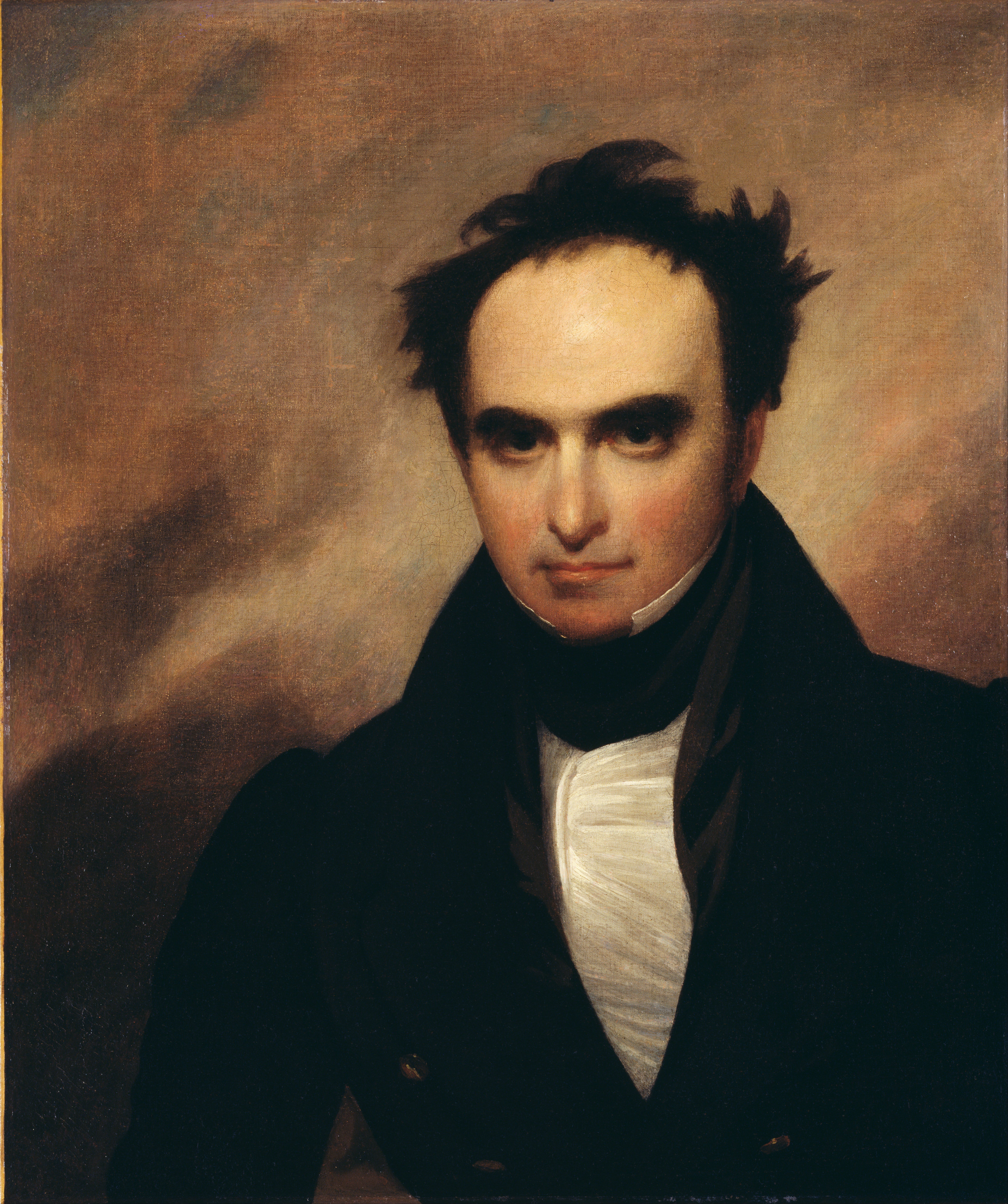
ダニエル・ウェブスターの肖像 (1835) 国立肖像画美術館
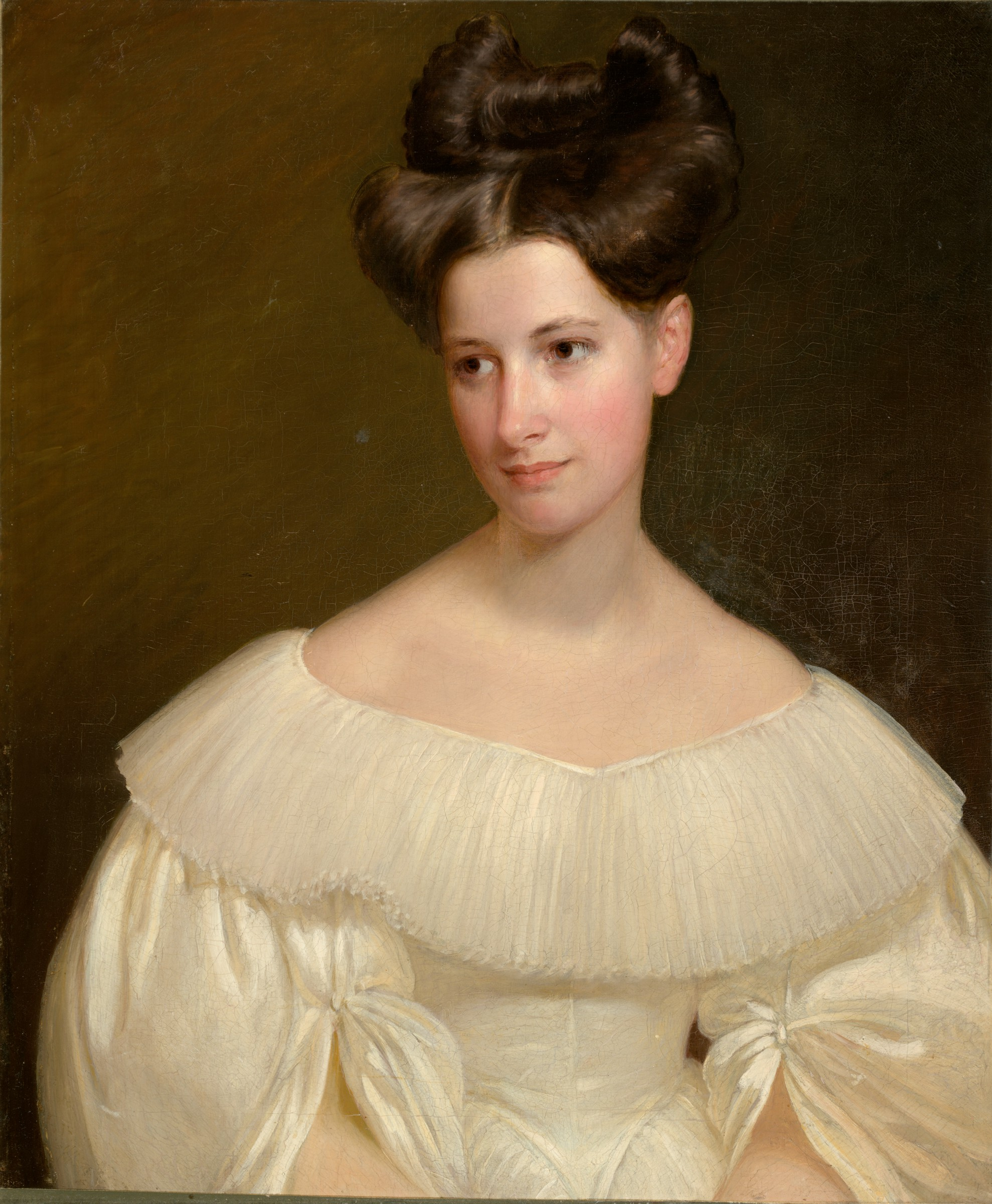
Mary Crowninshield Silsbee Sparks  (1830) ハーバード美術館群
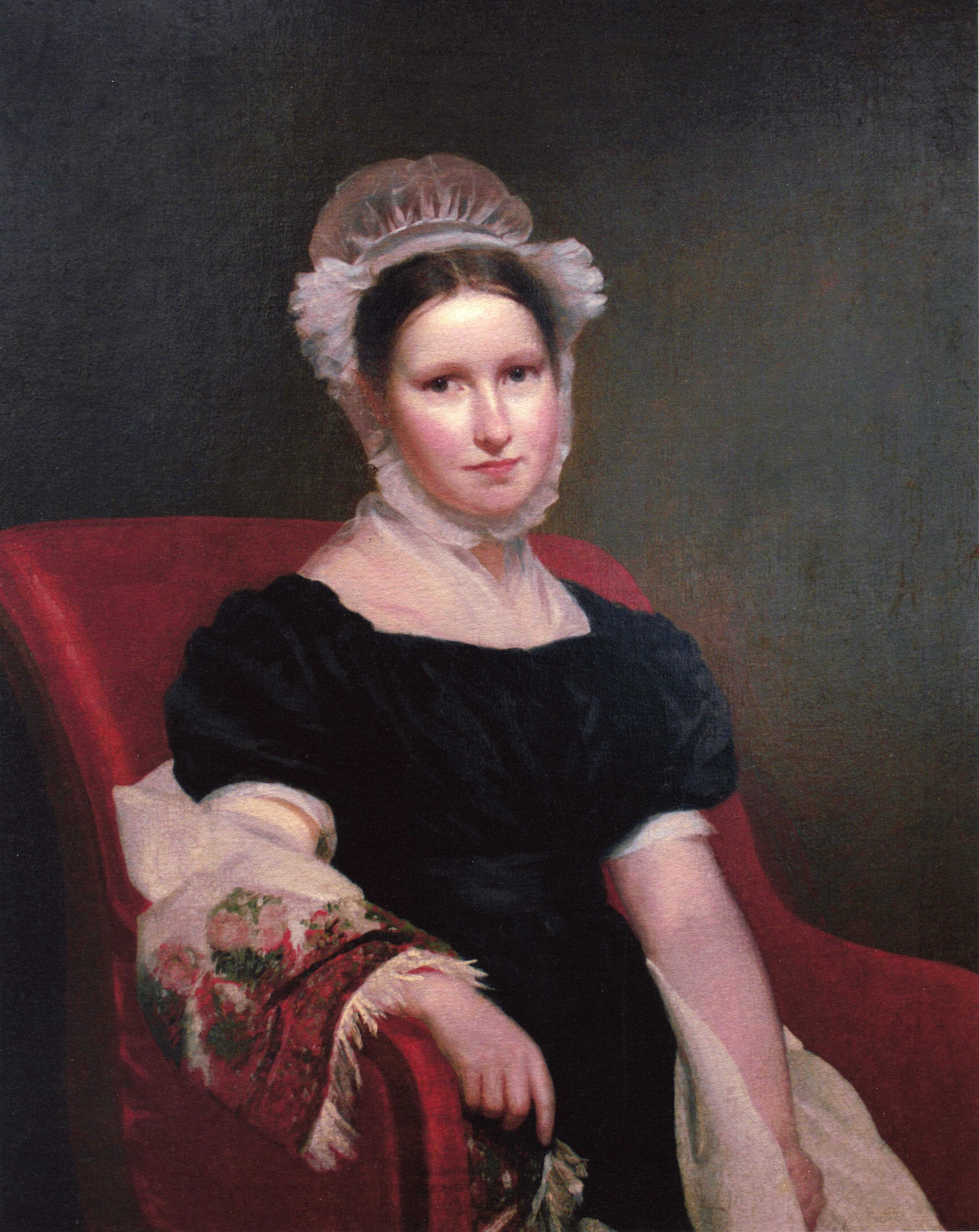
Jane Francis Tuckerman (1820)